# Phidippus toro
Phidippus toro là một loài nhện trong họ Salticidae.
Loài này thuộc chi Phidippus. Phidippus toro được Edwards miêu tả năm 1978.